# Leni Junker
Helene Junker-Thymm, detta Leni (Kassel, 8 dicembre 1905 – Wilhelmshaven, 9 febbraio 1997), è stata una velocista tedesca, vincitrice della medaglia di bronzo nella staffetta 4×100 metri ai Giochi olimpici di Amsterdam nel 1928.

## Biografia
Nei giochi olimpici olandesi del 1928 nella Staffetta 4×100 metri vinse il bronzo con Rosa Kellner, Anni Holdmann e Helene Schmidt.

## Palmarès
| Anno | Manifestazione           | Sede      | Evento                | Risultato | Prestazione | Note |
| ---- | ------------------------ | --------- | --------------------- | --------- | ----------- | ---- |
| 1928 | Giochi della X Olimpiade | Amsterdam | Staffetta 4×100 metri | Bronzo    | 49"0        |      |